# Miquel Crusafont i Pairó
Miquel Crusafont i Pairó (Sabadell, 3 ottobre 1910 – Sabadell, 15 agosto 1983) è stato un paleontologo catalano specializzato nelle ossa dei mammiferi.

## Biografia
Nel 1933 si è laureato in farmacia all'Università di Barcellona e nel 1950 si è laureato in Scienze Naturali all'Università di Madrid.
Nel 1961 è stato eletto unanimemente Professore di Paleontologia all'Università di Oviedo, come massimo esponente del suo campo. Più tardi ha accettato l'incarico di Professore di Antropologia alla Societatis Iesu di Barcellona.
Alcune delle sue opere più importanti sono Los Vertebrados del Mioceno Continental de la cuenca del Vallés-Penedés (1943, con Josep Fernández de Villalta), El Mioceno Continental del Vallès y sus yacimientos de vertebrados (1948, con Josep Fernández de Villalta), El Burdigaliense continental de la cuenca del Vallès-Penedès (1955, con Josep Fernández de Villalta e Jaume Truyols), Estudios Masterométricos en la evolución de los Fisípedos (1957, con Jaume Truyols) e La Evolución (1966, con Bermudo Meléndez ed Emiliano Aguirre).
Nel 1969 ha fondato l'Istituto Provinciale di Paleontologia, che dal 1983 è conosciuto come Istituto di Paleontologia Miquel Crusafont.
Il mammifero preistorico Crusafontia porta il suo nome.